# Весь (племя)

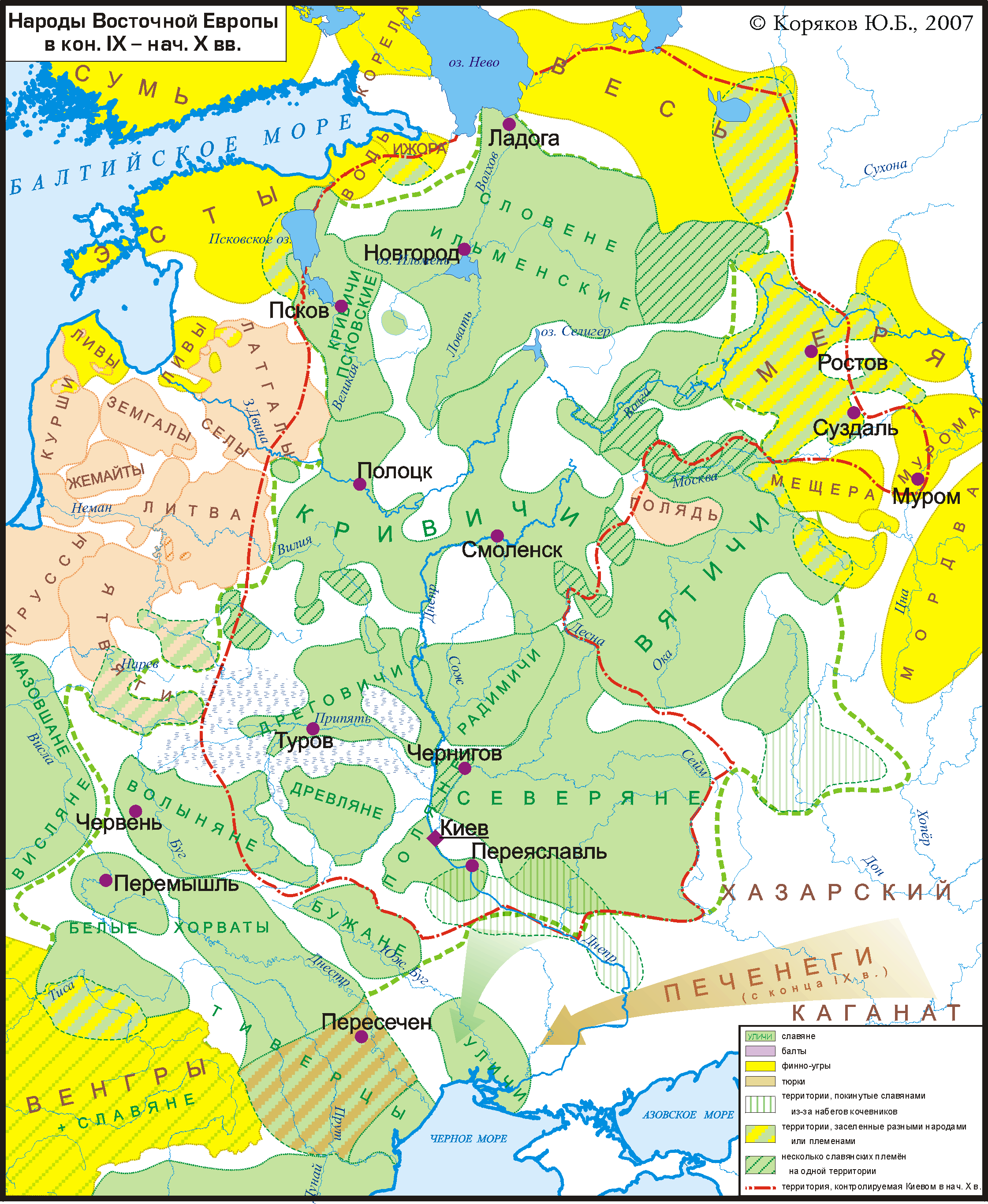
Народы Восточной Европы в конце IX — начале X вв.

Весь — прибалтийско-финское племя, от которого происходят вепсы и частично карелы. Племя занимало территорию Межозёрья: между озёрами Нево, Онего и Белым и далее на юг (так, в новгородской волости Егна проживала весь егонская).
На Белом озере сидит весь.«Повесть временных лет»

## Археологические памятники
С весью (белозерской и егонской) и мерей археологи обычно соотносят памятники дьяковской археологической культуры, бытовавшей на севере Русской равнины до V—VI веков.
Напрямую с весью учёные часто связывают культуру курганов юго-восточного Приладожья, датируемых IX—XIII веками. Район распространения данной культуры — реки Сясь, Тихвинка, Капша, Паша, Воронежка, Оять, Свирь, Олонка, Тулокса, Видлица и северное побережье Онежского озера. Сами курганы представляют собой округлые насыпи высотой 0,6—3 м, диаметром 5—12 м, с захоронениями людей. Внутреннее устройство повторяет устройство жилища, с очагом и хозяйственной утварью, что соответствовало представлениям о загробной жизни как о продолжении обычной жизни. В ранних погребениях с трупосожжениями присутствуют отдельные вещи скандинавского происхождения. Доказательством соотнесения данной культуры с летописной весью является исследование гидронимии по реке Оять. Вторым по древности, после саамского, в данном регионе выявлен слой именно вепсских названий.

## Весь и вису
Арабские географы X—XIV веков упоминают народ вису, живший к северу от Волжско-Камской Булгарии, по соседству с югрой. В книгах Ибн Фадлана и аль-Гарнати вису упоминаются наряду с народом арв. Булгарские купцы торговали с вису, вывозя меха в обмен на металлические изделия. Некоторые исследователи считают, что под «вису» имеется в виду весь, другие оспаривают эту версию.